# توربومکا آریل
توربومکا آریل یک سری از موتورهای توربوشفت فرانسوی است که نخستین‌بار در سال ۱۹۷۴ راه‌اندازی شد. این موتورها با توان ۶۵۰ تا ۱٬۰۰۰ اسب بخار (۴۸۰ تا ۷۵۰ کیلووات)، بیش از ۱۲٬۰۰۰ دستگاه از آن‌ها از سال ۱۹۷۸ تا ۲۰۱۸ تولید شده و در مجموع بیش از ۵۰ میلیون ساعت پرواز برای ۴۰ نوع بالگرد ثبت کرده‌اند. در ژوئن ۲۰۱۸، تعداد ۱٬۰۰۰ دستگاه آریل دی-۲ در خدمت بودند و بالگردهای تک‌موتوره H125 و H130 را نیرو می‌بخشیدند، که از سال ۲۰۱۱ یک میلیون ساعت پرواز ثبت کرده بودند. پس از آزمایش‌های استقامت و تحلیل داده‌های ناوگان، فاصله زمانی بین تعمیرات اساسی این موتورها ۲۵٪ افزایش یافته و به ۵٬۰۰۰ ساعت رسیده و بازرسی اجباری آن‌ها به ۱۵ سال بدون محدودیت ساعتی افزایش یافت، که هزینه‌های نگهداری را کاهش داد.
لیمینگ WZ-8 (توربوشفت) و لیمینگ WJ-9 (توربوپراپ) نام‌هایی هستند که برای تولید توربومکا آریل در چین به کار می‌روند. در سال ۲۰۲۱، سافران یک مرکز تولید در گرند پریری، تگزاس برای تولید موتورهای آریل 2E راه‌اندازی کرد که پیش از این تنها در فرانسه تولید می‌شدند.